# Padre nuestro (film 2005)
Padre nuestro è un film del 2005 diretto da Rodrigo Sepúlveda.

## Trama
Dei ragazzi che non vedono loro padre da 8 anni cercano di rinsaldare il loro rapporto con il genitore mentre lui è sul letto di morte in ospedale.